# Século do Pacífico
O Século do Pacífico é um termo que tem sido usado para descrever o século 21 como uma "continuação" do Século Americano. A suposição implícita subjacente ao uso do termo implica sobretudo pela dominação econômica dos países que são banhados pelo Oceano Pacífico, em particular, China, Japão, Coreia do Sul, Taiwan, os membros da organização ANSA, Austrália, Rússia, Canadá, México e Estados Unidos. Esta ideia pode ser comparada a visão eurocêntrica do ponto de vista.
Entretanto, o termo é criticado pelos focos de tensões entre os principais Estados do continente asiático (como China e Índia), sua instabilidade sociopolítica interna, reivindicações territoriais e desentendimentos com as potências do ocidente (principalmente Estados Unidos), para prosseguir com uma aliança conjunta.
O Século Asiático é agora usado mais comumente, deslocando maior ênfase para a Ásia para incluir países como a Índia.